# Operació Artemis
Operació Artemis va ser una missió militar de la Unió Europea autoritzada per l'ONU a la República Democràtica del Congo durant el conflicte d'Ituri. ARTEMIS es considera la primera operació militar liderada per la UE, la primera operació autònoma de la UE, la primera missió de resposta ràpida de la UE, la primera operació fora d'Europa, la primera operació que aplicava el principi marc de nació i el primer exemple d'"operació de relé" realitzat en cooperació entre la Unió Europea i les Nacions Unides. El desplegament de les tropes de l'EUFOR va reduir ràpidament la intensitat del conflicte. Va marcar la primera missió militar autònoma de la UE fora d'Europa i una fita important en el desenvolupament de la Política comuna de seguretat i defensa de la Unió Europea.

Situació d'Ituri al Congo

## Antecedents
Durant la Segona Guerra del Congo, el conflicte d'Ituri es va produir a la regió d'Ituri, al costat del llac Albert i la frontera amb Uganda. El conflicte d'Ituri fou provocat per la lluita entre dos grups ètnics no governamentals, els lendu i els hema, que havia causat la mort de milers de persones l'any 2003.

### Combats a Ituri en 2003
El 2003 milícies lendu i lema estaven lluitant pel control de la ciutat després que les tropes d'Uganda es retiressin després de la signatura d'un acord de pau, i la policia congolesa va fugir. Durant els debats sobre el desplegament d'una força internacional, els diplomàtics del Consell de Seguretat de l'ONU van tenir en compte la repetició del genocidi ruandès de 1994. Després d'una sèrie de massacres, inclòs l'atac de Bogoro de febrer de 2003, i els informes de la Missió de les Nacions Unides a la República Democràtica del Congo (MONUC) d'abusos greus dels drets humans, el Consell de Seguretat de les Nacions Unides va adoptar la Resolució 1484 del Consell de Seguretat de les Nacions Unides del 30 de maig de 2003 i va autoritzar el desplegament d'una Força Multinacional Interina d'Emergència (IMEF) sota lideratge francès a la capital regional de Bunia.

### Missió d'observadors de l'ONU i retirada de tropes ugandeses
A principis de 2003, els equips observadors de la Missió de les Nacions Unides a la República Democràtica del Congo (MONUC) presents al país des de 1999, van supervisar greus combats i violacions de drets humans a la província d'Ituri, on el conflicte s'havia desenvolupat durant els quatre anys anteriors.
La retirada de 7.000 tropes ugandeses a l'abril de 2003 va provocar una situació de deteriorament de la seguretat a la regió d'Ituri. A l'abril de 2003, 800 soldats ugandesos van ser desplegats a Bunia i un observador va morir en l'explosió d'una mina. Al maig de 2003, dos milicians van matar dos observadors militars.

## Intervenció
El secretari general de les Nacions Unides Kofi Annan va demanar l'establiment i el desplegament d'una força multinacional temporal a la zona fins que es pogués reforçar la debilitada missió MONUC. El 30 de maig de 2003, el Consell de Seguretat de les Nacions Unides va aprovar la Resolució 1484 que autoritzava el desplegament d'una Força d'Emergència Multinacional Interina (IMEF) a Bunia amb la tasca d'assegurar l'aeroport, protegir els desplaçats interns en camps i civils a la ciutat.
El govern francès ja havia mostrat interès en dirigir l'operació. Aviat es va ampliar a una missió liderada per la UE amb França com a "nació principal" que proporcionava la major part del personal (900 de les 1400 tropes) i complementada per contribucions per països comunitaris i extracomunitaris. La força va ser recolzada per avions francesos situats als aeròdroms de N'Djamena i Entebbe. També es va afegir un petit grup suec de forces especials (SSG i FJS). L'operació va ser dirigida pel general francès Bruno Neveux amb la seu operativa a París. A més, el Comandant de la Força sobre el terreny era el general de brigada francès Jean-Paul Thonier.
L'operació Artemis va ser posada en marxa el 12 de juny i l'IMEF va completar el seu desplegament en les següents tres setmanes. La força va tenir èxit a estabilitzar la situació a Bunia i fer complir la presència de l'ONU a la República Democràtica del Congo. L'1 de setembre de 2003 la responsabilitat de la seguretat de la regió es va lliurar a la MONUC. El nombre de personal autoritzat a la missió de la MONUC es va estendre prèviament mitjançant la Resolució 1493.
Després del ràpid desplegament d'unes 1800 tropes a la regió el juny de 2003, Bunia va ser assegurada, però les massacres van continuar al camp. L'1 de setembre de 2003, la responsabilitat de la seguretat de la regió va ser lliurada a l MONUC.

## Afer Joseph
Joseph és el nom d'un jove congolès que, segons l'informe elaborat el 2007 per Stefan Ryding-Berg, advocat en cap del Ministeri de Defensa de Suècia, va ser torturat pels soldats francesos, a la vista dels oficials francesos i suecs l'operació. El coronel Christophe Rastouil, comandant del destacament francès, va portar una carta de desmentiment a la televisió sueca. El Ministeri de Defensa Francès va dur a terme una investigació militar que va concloure el juny de 2008 amb el seu homòleg suec, que les al·legacions eren "infundades".